# 에웁텔레아속
에웁텔레아속(Euptelea)은 속씨식물 속의 하나이다. 이 과는 많은 분류학자들이 인정해 왔다. 2003년 APG II 분류 체계(1998년의 APG 분류 체계와 다르지 않음)도 이 과를 인정했으며, 진정쌍떡잎식물군에 속하는 미나리아재비목으로 분류했다. 에웁텔레아목(Eupteleales)으로 분류하기도 하며, 에웁텔레아과(Eupteleaceae)의 유일속이다. 2종이 동아시아에 자생한다.